# Aeroportul Coyoles
Aeroportul Coyoles (IATA: CYL, ICAO: MHCS) este un aeroport din Departamentul Yoro, Honduras.
Situat la o altitudine de 150 m, aeroportul dispune de o singură pistă.